# Katharina Lehnert
Katharina Lehnert (* 18. Februar 1994 in Braunschweig) ist eine ehemalige deutsch-philippinische professionelle Tennisspielerin. Die Tochter eines deutschen Vaters und einer philippinischen Mutter besitzt beide Staatsbürgerschaften.

## Karriere
Mit sieben Jahren begann Lehnert Tennis zu spielen. Den ersten Einzeltitel als Profi gewann sie 2012 in Braunschweig. Ab 2013 spielte sie für die Philippinen, 2015 wurde sie in die philippinische Fed-Cup-Mannschaft berufen. Sie gewann 13 ihrer 21 Fed-Cup-Partien und war die Nummer eins im philippinischen Damentennis.
Für ETuF Essen spielte sie 2012 und 2013 in der deutschen Tennis-Bundesliga. In den Jahren 2014, 2015 und 2016 spielte sie in der 2. Bundesliga für den Braunschweiger THC. Seit 2017 spielte sie in der gleichen Klasse für den Marienburger SC. Im Sommer des Jahres 2018 gab sie ihr Karriereende bekannt. Seit 2021 spielt sie für den DTV Hannover in der 2. Tennis-Bundesliga.

## Turniersiege

### Einzel
| Nr. | Datum             | Turnier             | Kategorie   | Belag     | Finalgegnerin              | Ergebnis       |
| --- | ----------------- | ------------------- | ----------- | --------- | -------------------------- | -------------- |
| 1.  | 26. August 2012   | Braunschweig        | ITF $10.000 | Sandplatz | Cindy Burger               | 6:4, 2:6, 7:66 |
| 2.  | 18. Januar 2015   | Scharm asch-Schaich | ITF $10.000 | Hartplatz | Eva Wacanno                | 7:5, 3:6, 6:4  |
| 3.  | 6. September 2015 | Engis               | ITF $10.000 | Sandplatz | Vivian Heisen              | 6:3, 2:6, 6:1  |
| 4.  | 18. Oktober 2015  | Scharm asch-Schaich | ITF $10.000 | Hartplatz | Weronika Miroschnitschenko | 6:4, 6:3       |

### Doppel
| Nr. | Datum         | Turnier     | Kategorie   | Belag     | Partnerin          | Finalgegnerinnen                     | Ergebnis         |
| --- | ------------- | ----------- | ----------- | --------- | ------------------ | ------------------------------------ | ---------------- |
| 1.  | 6. April 2013 | Antalya     | ITF $10.000 | Hartplatz | Viktorija Golubic  | Martina Borecká Petra Krejsová       | 5:7, 6:3, [10:7] |
| 2.  | 5. April 2014 | Manama      | ITF $10.000 | Hartplatz | Michaela Frlicka   | Linda Dubská Jewgenija Swintsowa     | 6:0, 6:2         |
| 3.  | 7. Mai 2015   | Puszczykowo | ITF $10.000 | Hartplatz | Margarita Lasarewa | Maria Fernanda Alves Zuzana Zlochová | 6:3, 6:3         |